# کازن آیلند (مین)
کازن آیلند(به انگلیسی: Cousins Island) شهری در ایالت مین کشور ایالات متحده آمریکا است که جمعیت آن در سرشماری سال ۲۰۱۰ میلادی، ۴۹۰ نفر بوده‌است.